# Constantin Dardan
Constantin Dardan a fost un primar al Chișinăului în anul 1938.

## Legături externe
- Primari ai orașului Chișinău Arhivat în 28 martie 2014, la Wayback Machine.